# Монтезардо
Монтезардо (итал. Montesardo) је насеље у Италији у округу Лече, региону Апулија.
Према процени из 2011. у насељу је живело 1309 становника. Насеље се налази на надморској висини од 178 м.